# Стефан (Виноградов)
Епископ Стефан (в миру Васи́лий Илларио́нович Виногра́дов; 22 февраля 1866, село Михайловское, Серпуховской уезд, Московская губерния — 3 января 1938, Томск) — епископ Русской православной церкви, епископ Пугачёвский, викарий Саратовской епархии.

## Биография
Родился 22 февраля 1866 года в селе Михайловское Серпуховского уезда Московской губернии в семье священника.
В 1889 году окончил Московскую Духовную Семинарию.
С 15 января 1890 года до рукоположения был учителем в селе Соколово Звенигородского уезда Московская губернии, расположенном в 60 верстах от Москвы.
26 сентября 1892 года рукоположён в сан иерея. Священствовал в маленьком приходе села Соколово много лет. Рано овдовел. Сумел привлечь внимание московских благотворителей, храм благоукрасил, устроил в своем приходе богадельню для окружающих сёл и сам трудился своими руками на поле, питая нищую братию.
25 сентября 1926 года рукоположён в сан епископа Оршанского, викария Могилёвской епархии.
С 10 ноября 1927 года — епископ Малоярославецкий, викарий Калужской епархии.
В 1927 года подвергался аресту, но вскоре был освобождён.
C 23 января 1929 года — епископ Масальский, викарий Смоленской епархии. В феврале 1929 года прибыл в город Мосальск Сухиничского района Западной области.
20 ноября 1929 года назначен епископом Сухинническим, викарием Калужской епархии. Сведения о том, что в управление епархией не вступил, ошибочно.
6 февраля 1930 года приехал навестить внука в село Соколово Московский района Московская области. Там он произнёс проповедь о защите веры, что было расценено властями как выпад против советской власти. Епископа Стефана арестовали и препроводили в Бутырку, где он содержался до 30 марта 1930 года. После того как было получено сообщение из Сухиннического ОГПУ о том, что он «является руководителем ликвидированной Сухинническим ОГПУ к/р организации» и проходит по делу этой организации владыку Стефана отправили в Мещёвск, где он с 31 марта по август 1930 года содержался в местной тюрьме во время следствия.
21 августа 1930 года по обвинению в том, что он якобы являлся «активным участником нелегальной контрреволюционной церковническо-кулацкой повстанческой организации» был приговорён к пяти годам ИТЛ с заменой высылкой через ПП ОГПУ в Северный край на тот же срок, считая срок с 17 февраля 1930 года.
С 1930 года — в ссылке в Северном крае, на реке Печоре.
С 1931 года — епископ Рославльский, викарий Смоленской епархии.
С 3 июля 1935 года — епископ Пугачёвский, викарий Саратовской епархии.
Был любим паствой за пламенное уставное служение
В декабре 1935 года был арестован. 18 мая 1936 года приговорён к 7 годам ИТЛ.
В мае 1936 года был тяжело болен. Отбывал наказание в Томской ИТК-2.
4 декабря 1937 года, находясь в колонии, был арестован. Приговорён к высшей мера наказания.
Расстрелян 3 января 1938 года. Реабилитирован 24 декабря 1964 года.